# Psorospermum cornifolium
Psorospermum cornifolium är en johannesörtsväxtart som beskrevs av Édouard Spach. Psorospermum cornifolium ingår i släktet Psorospermum och familjen johannesörtsväxter. Inga underarter finns listade i Catalogue of Life.